# Pseudostellaria europaea
Pseudostellaria europaea là loài thực vật có hoa thuộc họ Cẩm chướng. Loài này được Schaeftl. miêu tả khoa học đầu tiên năm 1957.